# دش برلین
دش برلین (به انگلیسی: Dash Berlin) یک طرح پراگرسیو ترنس است که در سال ۲۰۰۷ ایلکه کالبرگ و سباستیان مولجین در لاههٔ هلند آن را پایه‌گذاری کردند.مرد اول از گروه Sutorius، با نام مستعار داش برلین، و عدد ۷ محبوب‌ترین دی جی در سال ۲۰۱۲ جهان است.ریمیکس‌های Dash Berlin برای هنرمندان بزرگ مانند جاستین تیمبرلیک ('راک ریمیکس بدن شما "برنده جایزه" بهترین ریمیکس در رقص ستاره جوایز ایالات متحده آمریکا)، جانت جکسون، BT، آشر، NERD، لنی کراویتز، دلال XL، Röyksopp، Mylo، و آنی لنوکس.

## جدایی جفری سوتورو و بازگشت
در 18 ژوئن 2018 سوتورو در طی یک بیانیه ای اعلام کرد که او گروه را دارد ترک میکند در همین حال ارتباط خودش را با کالبرگ و مولجین و آژانس وندرکلیج قطع می کند. او فاش کرد که مولجین و کالبرگ در حالیکه او را از گروه بیرون می کنند تلاش کردند نام گروه "دش برلین" را تحت اسم های خودشان ثبت کنند بنابراین با خروج سوتورو از گروه به‌طور قانونی آنها قادر نیستند تحت عنوان "دش برلین" اجرا داشته باشند به همین دلیل تلاش های بیشتر از طریق دادگاه و وکلا به سرانجام نرسید و وقتیکه او ارتباط خودش را با گروه قطع کرد دسترسی سوتورو به اکانت های اجتماعی گروه قطع شد. جفری سوتورو بعداً اعلام کرد تولید و اجرا کارهایش را تحت اسم خودش انجام می دهد و این کار را از اکتبر 2018 آغاز کرد.
در یک بیانیه دومی از طریق مجله دیجی سوتورو اعلام کرد در اواخر سال 2017 به علت تورهای شدید باعث آسیب به سلامتی او شد و به همین دلیل در آن دوره زمانی دو ماه تحت معاینه های فیزیکی بود و او قادر نبود به اجرا بپردازد که با مخالفت سنگین مدیریت شرکت بوکینگ اش همراه شد که نهایتاً همکاریش را با آن شرکت پایان داد. در همین حال که کالبرگ و مولجین دسترسی او را به اکانت های اجتماعی قطع کردند یک ادعا دادگاهی در مقابل سوتورو به دلیل شرکت نکردند در کنسرت های رزور شده پر کردند که دادگاه آن را رد کرد.
در ژوئن 2019 دش برلین طی یک بیانیه ترک گروه دش برلین را اعلام کردند و گفتند که گروه را برای سوتورو بعنوان تنها رهبر گروه تنها میگذارنند آنها همچنین اعلام کردند که ماهیت گروه دش برلین از بین رفته و این زمانی برای تغییر است و به این صورت آنها روی پروژه جدید خودشان تمرکز کردند.